# أوتوسار
أوتوسار (بالإنجليزية: AUTOSAR) وهي اختصار لعبارة معمارية النظام المفتوح للسيارات هي معمارية برمجيات قياسية للبرمجيات العاملة على وحدات التحكم الإلكترونية في السيارات. تهدف هذه المعمارية إلى تحقيق قابلية التوسيع إلى مركبات ومنصات مختلفة والاهتمام بمتطلبات السلامة والإتاحة والتعاون بين شركاء متعددين والاستخدام المستدام للموارد الطبيعية وقابلية الصيانة خلال دورة حياة المنتج.

## التاريخ
تأسست شراكة أوتوسار في يوليو 2003 بواسطة بي إم دبليو، روبرت بوش وكونتينتال ودايملر وسيمنز في دي أو وفولكسفاجن، وكان الهدف هو تطوير معيار مفتوح لمعمارية إلكترونية-كهربائية في السيارات. في نوفمبر 2003، انضمت فورد موتورز بصفة شريك رئيسي وفي ديسمبر انضمت مجموعة بي إس أيه وتويوتا. في نوفمبر التالي، أصبحت جنرال موتوز شريكًا رئيسيًّا. وبعد استحواذ كونتيننتال على سيمنز في دي أو في فبراير 2008، لم تعد في دي أو شريكًا رئيسيًّا بطبيعة الحال.
منذ 2003، أطلقت أوتوسار أربع إصدارات رئيسية لمعمارية برمجيات السيارات في منصاتها التقليدية وإصدارة واحدة لاختبارات القبول.
- المرحلة 1 (2004 - 2006): التطوير الأساسي للمعيار (الإصدارات 1.0، 2.0، 2.1)
- المرحلة 2 (2007 - 2009): تمديد المعيار في المعمارية والأسلوب (الإصدارات 3.0، 3.1، 4.0)
- المرحلة 3 (2010 - 2013): الصيانة وتحسينات مختارة (الإصدارات 3.2، 4.1، 4.2)

في 2013، أصبح تطوير المعيار للمنصات التقليدية في مرحلة العمل المستمر، بهدف صيانة المعيار وتقديم تحسينات مختارة، وتضمن ذلك الإصدارة R4.2 و1.0 من اختبارات القبول.
في 2016، بدأ العمل على المنصة التكيفية. ونُشرت الإصدارة الأولى منها في 17-03 في مارس 2017، الإصدارة 10-17 في أكتوبر 2017.
في ديسمبر 2020، صدرت الإصدارة R20-11.

## المعمارية
تتكون المعمارية من ثلاث طبقات رئيسية:
- البرمجيات الأساسية
- بيئة التشغيل
- التطبيق